# 阿拉伯共产党
阿拉伯共产党（阿拉伯语：الحزب الشيوعي العربي，Al-Hizb Al-Shuyu'i Al-'Arabi）是叙利亚的一个已不存在的共产主义政党。该党成立于1968年2月，由当时的叙利亚共产党内部的亲华派组建。该党的意识形态是共产主义、马克思列宁主义、毛主义、世俗主义。该党在1970年代曾遭叙利亚当局残酷镇压，许多活跃分子被捕。2001年时，该党的一些干部仍被关押在叙利亚监狱中。